# Upsetter Records
Upsetter Records fou una discogràfica fundada per Lee "Scratch" Perry activa des de 1968 a 1978. L'estudi de gravació que utilitzava s'anomenava Black Ark. Scratch va crear també Upsetter Record Shop, on es venien les publicacions de la discogràfica. L'any 1969 Scratch s'havia convertit en un dels productors novells de més èxit. Perry va formar una banda, The Upsetters, de la qual formaven part Aston Barrett i Carlton Barrett, que més tard formarien part del grup The Wailers. El disc de més èxit que van publicar junts va ser The Complete Upsetter Singles, de Bob Marley and the Wailers.